# Tomašica (Bosnien und Herzegowina)
Tomašica ist ein Ortsteil der Großgemeinde Prijedor in der Republika Srpska im Nordwesten von Bosnien und Herzegowina mit 435 Einwohnern (Stand: 2013).

## Geographie
Der Ort ist gut im bosnischen Straßennetz eingebunden und liegt 18 Kilometer südlich von Prijedor.

## Demographie

### Historische Entwicklung des Bevölkerungsstandes
| Jahr      | 1961  | 1971  | 1981  | 1991 | 2013 |
| --------- | ----- | ----- | ----- | ---- | ---- |
| Einwohner | 1.256 | 1.313 | 1.111 | 908  | 536  |

## Massengräber von Tomašica
Im August 2013 entdeckten die bosnischen Behörden in einer stillgelegten Mine eines der größeren primären Massengräber aus dem Bosnienkrieg. Die Exhumierungsarbeiten wurden von Forensikern der Internationalen Kommission für vermisste Personen (ICMP) unterstützt und enthielten nach Zeugenaussagen mehr als 1 000 bosniakische und kroatische Opfer, die 1992 von bosnisch-serbischen Streitkräften getötet wurden.

## Klima
Die Sommer sind heiß mit Temperaturen über 40 Grad Celsius. Die Winter sind meist sehr kalt.

## Belege
1. ↑  Population 1961-1991. pop-stat.marshke.org, abgerufen am 3. Juni 2017 (bosnisch).
2. ↑  Попис становништва, домаћинстава и станова у БиХ 2013, Република Српска - Прелиминарни резултати / Census of Population, Households and Dwellings in BH 2013 Republika Srpska Preliminary Results. (PDF; 1,1 MB) Републичког
завода
за
статистику / Republika Srpska Institute of Statistics, 2014, abgerufen am 3. Juni 2017 (serbisch, /, englisch).
3. ↑  Tomašica. Nezavisna Agencija za Statistiku Bosne i Hercegovine, abgerufen am 3. Juni 2017 (bosnisch).
4. ↑  Penny Marshall: 21 years after the war the ground in Bosnia is giving up its secrets. In: ITV News. 14. Oktober 2013, abgerufen am 28. Juni 2023.
5. ↑  Erich Rathfelder: Massengrab in Bosnien-Herzegowina: „Jeder weiß, was damals passiert ist“. In: Die Tageszeitung: taz. 17. Januar 2014, ISSN 0931-9085 (taz.de [abgerufen am 28. Juni 2023]).
6. ↑  430 Leichen aus Massengrab geborgen. In: Neue Zürcher Zeitung. 8. November 2013, ISSN 0376-6829 (nzz.ch [abgerufen am 28. Juni 2023]).